# Gotfryd Ossowski
Gotfryd Ossowski, Godfryd Ossowski (ur. 8 listopada 1835 w Kozarynówce na Naddnieprzańskiej Ukrainie, zm. 16 kwietnia 1897 w Tomsku na Syberii) – polski archeolog, pierwszy dyrektor Muzeum Archeologicznego w Krakowie.

## Życiorys
W latach 1875–1878 prowadził badania nad kulturą pomorską (m.in. w Kałdusie), współpracując ściśle z wydziałem archeologiczno-historycznym Towarzystwa Naukowego w Toruniu. Po przeniesieniu się do Krakowa, od 1879 prowadził eksplorację jaskiń w pobliżu Krakowa na Jurze Krakowsko-Częstochowskiej – przebadał w sumie 50 jaskiń – oraz w Tatrach Polskich w latach 1881–1882. W 1887 przeprowadził wykopaliska o charakterze ratunkowym w przypadkowo odkrytym grobowcu scytyjskiej księżniczki pod Wielkim Kurhanem Ryżanowskim w Ryżanówce na Ukrainie, którego bogate wyposażenie jest częścią zbiorów Muzeum Archeologicznego w Krakowie. W 1890 prowadził badania na terenie osady kultury trypolskiej w Bilczu Złotym, m.in. w Jaskini Werteba.
Na badania archeologiczne otrzymywał tak niewielkie dotacje, że musiał dokładać swoje fundusze, które uzyskał ze sprzedaży posiadanych nieruchomości. W końcu wykopaliska pochłonęły cały jego majątek i pozostał w Krakowie bez środków do życia. Za wstawiennictwem swojego przyjaciela Juliana Talko-Hryncewicza otrzymał posadę majstra drogowego w guberni tomskiej na Syberii, co pozwalało mu swobodnie kontynuować badania na tych terenach. Zmarł jednak wkrótce w Tomsku na zapalenie płuc.
Był człowiekiem nie stroniącym od przyjemności życiowych, wsławił się powiedzeniem, że „dobry archeolog powinien lubić dobre wino, dobre cygaro i piękną kobietę”. Był obdarzony dużym temperamentem, a jego charakter powodował, że nie był najlepiej postrzegany w krakowskim środowisku naukowym.